# Verwaltungsgemeinschaft Nienburg (Saale)

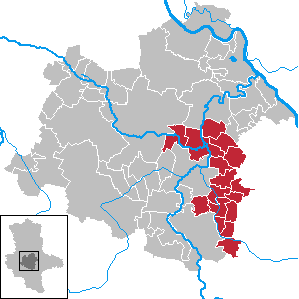
Lage der VG Nienburg (Saale) im Salzlandkreis

In der Verwaltungsgemeinschaft Nienburg (Saale) im Salzlandkreis in Sachsen-Anhalt waren 16 Gemeinden zur Erledigung ihrer Verwaltungsgeschäfte zusammengeschlossen. Die ursprünglich sechs Gemeinden umfassende VG wurde am 1. Januar 2005 um die Gemeinden Baalberge, Biendorf, Cörmigk, Edlau, Gerlebogk, Peißen, Poley, Preußlitz, Wiendorf und Wohlsdorf aus der aufgelösten Verwaltungsgemeinschaft Bernburg-Land erweitert. Der Verwaltungssitz befand sich in der Stadt Nienburg (Saale).
Am 1. Januar 2010 wurde die Verwaltungsgemeinschaft aufgelöst. Die Gemeinden Gerbitz, Latdorf, Neugattersleben, Pobzig und Wedlitz wurden in die Stadt Nienburg (Saale), die Gemeinden Baalberge, Biendorf, Peißen, Poley, Preußlitz, Wohlsdorf in die Stadt Bernburg (Saale), die Gemeinden Wiendorf, Cörmigk, Edlau und Gerlebogk in die Stadt Könnern eingegliedert.

## Die ehemaligen Mitgliedsgemeinden mit ihren Ortsteilen
- Baalberge mit Kleinwirschleben
- Biendorf
- Cörmigk mit Sixdorf
- Edlau mit Hohenedlau, Kirchedlau, Mitteledlau und Sieglitz
- Gerbitz
- Gerlebogk mit Berwitz
- Latdorf
- Neugattersleben
- Stadt Nienburg (Saale) mit Altenburg, Grimschleben und Jesar
- Peißen
- Pobzig mit Borgesdorf und Gramsdorf
- Poley mit Weddegast
- Preußlitz mit Leau und Plömnitz
- Wedlitz mit Wispitz
- Wiendorf mit Ilbersdorf und Pfitzdorf
- Wohlsdorf mit Crüchern